# Agata Kulesza
Agata Kulesza (* 27. září 1971, Štětín, Polsko) je polská filmová, televizní i divadelní herečka, čtyřnásobná vítězka Polské filmové ceny (Polska Nagroda Filmowa – Orzel).
Za hlavní roli ve filmu Róża získala v roce 2012 cenu Polské filmové akademie pro nejlepší herečku.

## Filmografie
- Człowiek z… (1993)
- Die Straßen von Berlin (1995)
- Poznań '56 (1996)
- Przedwiośnie (2001)
- Moje pieczone kurczaki (2002)
- Siedem przystanków na drodze do raju (2003)
- Cudownie ocalony (2004)
- Park tysiąca westchnień (2004)
- Fortuna czyha w lesie (2005)
- Solidarność, Solidarność… (2005)
- Co słonko widziało (2006)
- Fundacja (2006)
- Kilka prostych słów (2007)
- Mała wielka miłość (2008)
- Zamiana (2008)
- Skrzydlate świnie (2010)
- Ki (2011)
- Róża (2011)
- Suicide Room (Sala samobójców, 2011)
- Miłość (2012)
- Dzień Kobiet (2012)
- Traffic Department (Drogówka, 2013)
- Ida (2013)
- Studená válka (Zimna wojna, 2018)
- Zabawa, zabawa (2018)
- Sala samobójców. Hejter (2020)
- Śniegu już nigdy nie będzie (2020)
- 25 lat niewinności. Sprawa Tomka Komendy (2020)
- Magnezja (2020)
- Parquet (2020)
- Wesele (2021)